# Dançarino-oliváceo
Dançarino oliváceo (nome científico: Xenopipo uniformis) é uma espécie de ave pertencente à família Pipridae, endêmica da região do Monte Roraima.